# Плеяда (украинский кружок)
«Плея́да» — литературный кружок украинской молодёжи в 1888 — 1893 годах.

## История
Литературный кружок «Плеяда» создан в 1888 году в Киеве по инициативе Леси Украинки и её брата Михаила Косача.

### Участники кружка
В состав «Плеяды» входили Максим Славинский, Виталий Боровик, Людмила Старицкая, Владимир Самойленко, Иван Стешенко, Орест Остроградский, Дарья Романова, Моисей Кононенко, М. Быковская, Александра Судовщикова (Грицко Григоренко), Аполлинарий Маршинский, Александр Черняховский, Маргарита Комарова, Агафангел Крымский, Евгений Тимченко, Аркадий Верзилов, Василий Завилейский, Даниил Заболотный, Антон Синявский, Неон Голимский и др..

### Деятельность
Члены кружка рассматривали вопросы развития украинской литературы, устраивали литературные вечера, переводили на украинский язык произведения зарубежных писателей (Леся Украинка и М. Славинский — произведения Г. Гейне и Данте Алигьери, В. Самойленко — Мольера и П.-Ж. де Беранже, Е. Тимченко — карело-финский народный эпос «Калевала»). Владимир Самойленко впоследствии вспоминал: «Здесь читали авторы свои новые произведения и переводы, здесь они обсуждались, составлялись проекты новых литературных работ. Здесь же Лысенко знакомил нас со своими новыми композициями».
Подготовленные участниками «Плеяды» к печати сборники «Весна», «Десна» и «Спілка» были запрещены к изданию цензурным комитетом. После этого Леся Украинка по просьбе брата составила длинный Список авторов и их произведений, которые посчитала нужным перевести, и прислала его Михаилу в письме от 26-28 ноября (8-10 декабря) 1889 года с эпиграфом «Ще не вмерла Україна!».
Плеядовцы поддерживали связи с украинскими писателями М. Коцюбинским, И. Франко, М. Павликом.
В середине 1893 года «Плеяда» прекратила свою деятельность.